# Darién (province)
Pour les articles homonymes, voir Darien.
Le Darién est une des dix provinces du Panama, entièrement située à l'est du pays. 
Cette province a la particularité de partager la frontière internationale avec la Colombie, en contact avec le département colombien de Chocó. Elle fait partie d'une plus vaste région naturelle, située à cheval sur la frontière avec la Colombie, la Région du Darién.
Sa capitale est la petite ville de La Palma.

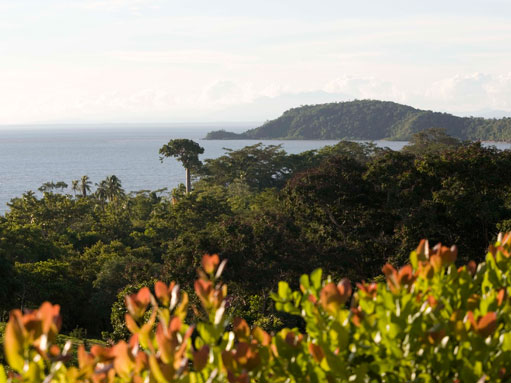
La Palma

## Géographie
Le Darién est au Panama avec la province de Veraguas l'un des deux territoires du pays à partager la particularité de disposer de deux façades maritimes. Au nord, il est bordé par les eaux de l'océan Atlantique, longeant une partie du golfe d'Uraba, et au sud il s'étire le long de l'océan Pacifique bordé par le golfe de Panama dans sa partie orientale. Les deux espaces de la comarque Emberá-Wounaan sont situés dans cette région du Darién (ou « bouchon du Darien »), pour la Cemaco, côté Caraïbes, et pour la Sambu, côté Pacifique et la baie de San Miguel, plus précisément l’Ensenada de Garachiné, un domaine clé de la biodiversité d'importance internationale.
Cette province a en outre la particularité de disposer d'une frontière internationale, étant en contact direct avec la Colombie par les trois municipalités colombiennes de Juradó, Riosucio et Unguía du département de Chocó. 
Cependant  cette frontière internationale présente des difficultés d'accès par l'absence de liaisons routières et ferroviaires en raison principalement d'obstacles naturels quasiment insurmontables de la zone marécageuse du bouchon du Darién, et de la grande insécurité autour de la frontière entre la Colombie et le Panama.
Le climat tropical y est chaud et humide, la forêt en occupe une grande partie, elle n'est pas très densément peuplée.

## Histoire
Les Européens découvrirent pour la première fois la région en 1501, et Christophe Colomb l'aperçut lors de son quatrième voyage en 1503. Les Espagnols établirent la première colonie d'Amérique du Sud, Santa María la Antigua del Darién, dans la province de Darién en 1510. La colonie ne fut pas un succès, et elle fut rapidement abandonnée. C'est depuis cette ville que Vasco Núñez de Balboa commença sa marche vers le Pacifique en 1513. Certains réfugiés de Santa María partirent fonder la ville de Panama en 1519.
En 1698, les Écossais essayèrent à nouveau de coloniser Darién : le projet Darién fut un échec qui déboucha sur les Actes d'Union (1707) unifiant l’Écosse et l’Angleterre au sein du Royaume-Uni.
La province fut créée en 1922. Aujourd'hui la capitale de la province de Darién est La Palma, située à l'endroit où le rio Tuira se jette dans la baie de San Miguel.
Darién est citée dans un poème de John Keats, On First Looking into Chapman's Homer, dans lequel le poète imagine « le brave Cortés », debout sur un pic dans la province de Darién d’où il aperçoit pour la première fois l'océan Pacifique. En réalité ce fut Balboa, et non Hernán Cortés, qui fut le héros de cet événement historique.
Toutefois, nous pouvons comprendre l'évocation de Cortés dans le sonnet, souvent considérée comme fautive de la part de Keats, comme un parallèle avec la propre expérience du poète : de son point de vue, Cortés voit le Pacifique de ses propres yeux pour la première fois, mais après Balboa qui l'a découvert, comme John Keats lit Homère pour la première fois en anglais (il ne savait pas le grec), mais après Chapman qui l'a traduit. Par ailleurs, jamais Keats dans son poème ne dit que Cortés est le premier homme à voir le Pacifique. Cortés a donc une place tout à fait pertinente dans ce poème essentiel.
La région a aussi accueilli une partie des descendants des survivants français du massacre de Mérindol d'avril 1545 perpétré dans 24 villages de Vaudois du Luberon, qui se sont installés dans le Darién près des Indiens.

## Divisions administratives
La province de Darién se compose de 2 districts, divisés en plusieurs corregimientos. Sa capitale est la ville de La Palma.
| Chepigana - Camoganti (es) - Chepigana (es) - Garachiné - Jaqué - La Palma - Puerto Piña (es) - Sambu (es) - Seteganti (es) - Taimati (es) - Tucuti (es) | Pinogana - Boca de Cupe (es) - El Real de Santa María - Meteti (es) - Paya (en) - Pinogana (es) - Pucuro (es) - Yape (es) - Yaviza - Kuna de Wargandí | Santa Fe - Agua Fria (es) - Cucunati (es) - Río Congo (es) - Río Congo Arriba (es) - Rio Iglesias (es) - Santa Fe (es) - Zapallal (es) |